# Odlični v znanosti
Odlični v znanosti je izbor najvidnejših znanstvenih dosežkov slovenskih raziskovalcev v preteklem letu, ki ga z namenom promocije znanosti izvaja Javna agencija za raziskovalno dejavnost Republike Slovenije od leta 2011. Prvi dve leti je bil izbor pod imenom Izjemni znanstveni dosežki.
Izbor opravijo članice in člani znanstvenoraziskovalnih svetov posameznih ved, agencija pa nato organizira predstavitve izbranih dosežkov v obliki javnih poljudnih predavanj. Predstavitve so izvedene v sklopu cikla predavanj Znanost na cesti, ki jih organizira neodvisni istoimenski zavod, vpete pa so tudi v aktivnosti Meseca znanosti, ki jih prireja Ministrstvo za izobraževanje, znanost in šport.